# كيفن طوماس (لاعب كرة قدم)
كيفن طوماس (بالإنجليزية: Kevin Thomas)‏ (13 أغسطس 1944 في المملكة المتحدة - 9 أكتوبر 2022) هو لاعب كرة قدم بريطاني في مركز حراسة المرمى. لعب مع أكسفورد يونايتد ونادي بلاكبول ونادي ترانمير روفرز لكرة القدم ونادي ساوثبورت ونادي بارو.

## وصلات خارجية
- كيفن طوماس على موقع قاعدة بيانات كرة القدم.إي يو (الإنجليزية)